# عبد الله مازن
عبد الله مازن (مواليد 29 مايو 2000) هو لاعب كرة قدم فلسطيني مولود في الإمارات، يجيد اللعب كلاعب وسط في نادي مجد.

## مسيرة اللاعب
لعب في نادي العين ونادي مصفوت ونادي بينونة ونادي دبي سيتي ونادي مجد.